# Rillé
Rillé is een gemeente in het Franse departement Indre-et-Loire (regio Centre-Val de Loire) en telt 284 inwoners (2005). De plaats maakt deel uit van het arrondissement Tours.

## Geografie
De oppervlakte van Rillé bedraagt 25,0 km², de bevolkingsdichtheid is 11,4 inwoners per km².
De onderstaande kaart toont de ligging van Rillé met de belangrijkste infrastructuur en aangrenzende gemeenten.

## Demografie
Onderstaande figuur toont het verloop van het inwonertal (bron: INSEE-tellingen).